# 霍坎·埃里克松 (田径运动员)
霍坎·埃里克松（瑞典語：Håkan Ericsson，1968年5月31日—），瑞典男子田径运动员。他曾代表瑞典参加1988年、1992年和2000年夏季残疾人奥林匹克运动会田径比赛，获得一枚金牌、四枚银牌和四枚铜牌。